# Conflit Iran-Israël de 2024-2025
Batailles
Promesse honnête (4-2024) • Frappes israéliennes (4-2024) • Promesse honnête 2 (10-2024) • Jours de repentance (10-2024)
Guerre Israël-Iran : Lion dressé (6-2025) • Promesse Honnête 3 (6-2025) • Marteau de minuit (6-2025) • Annonce de la Victoire (6-2025)
Le conflit Iran-Israël de 2024-2025 est une série d'escalades militaires entre Israël et l'Iran, la première intervenant en avril 2024 et la seconde de juillet à octobre 2024. La troisième, en date du 13 juin 2025, se transforme en guerre ouverte entre les deux pays.
Le 1er avril 2024, Israël bombarde une annexe du consulat iranien à Damas, en Syrie, tuant plusieurs hauts responsables iraniens. L’Iran riposte avec des frappes en Israël appelées opération Promesse honnête le 13 avril. Israël a ensuite mené des frappes de représailles limitées en Iran le 19 avril.
Le 1er octobre 2024, à la suite notamment de l'assassinat du chef du Hezbollah, Hassan Nasrallah, et de l'invasion du Liban, l'Iran tire près de 200 missiles contre Israël.
Le 13 juin 2025, Israël bombarde massivement l'Iran, ces « frappes préventives » selon Tel-Aviv, visant le programme nucléaire iranien, les infrastructures énergétiques du pays, des usines de missiles balistiques, la capitale Téhéran ainsi que des hauts-gradés des gardiens de la révolution et des forces armées iraniennes. En riposte, l'Iran procède à des bombardements contre Israël. Les deux pays procèdent par la suite à des attaques répétées de drones et de missiles, visant des cibles militaires  comme des civils.

## Contexte
Le conflit entre Israël et l'Iran se durcit à la fin des années 2000 avec l'assassinat de scientifiques iraniens impliqués dans le programme de développement nucléaire de leur pays et de militaires iraniens déployés en Syrie ou au Liban. L'Iran n'a pas riposté aux assassinats de ses scientifiques et officiers, craignant une guerre avec Israël et les États-Unis.
Le Premier ministre israélien Benyamin Netanyahou fait du combat contre l'Iran et contre la formation d'un État palestinien ses deux priorités.
La troisième phase du conflit débute en pleine guerre à Gaza alors que les tensions sont fortes au Moyen-Orient. Israël est accusé de commettre un génocide et d'être belliqueux avec ses voisins arabes. Israël a également mené des frappes au Liban et en Syrie.

## Chronologie

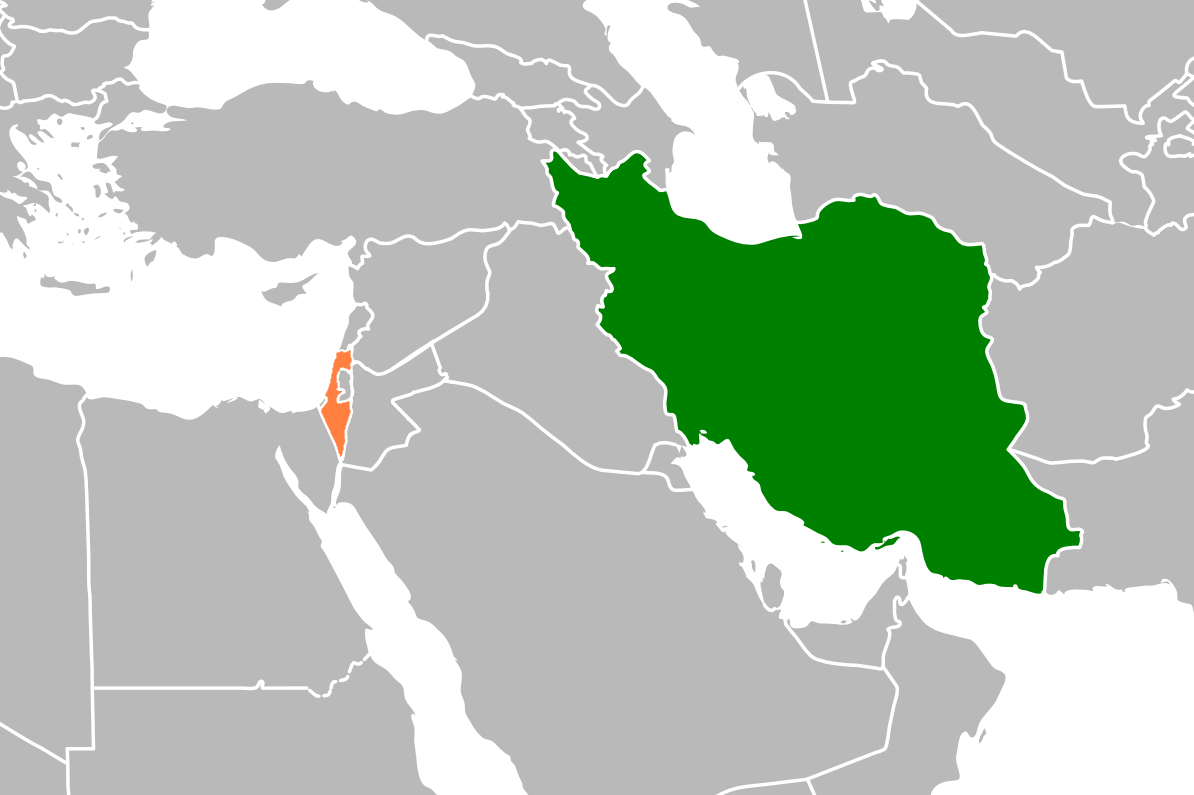
Localisation de l'Iran et d'Israël au Moyen-Orient.

### Première crise après le début de la guerre à Gaza (avril 2024)

#### Décembre 2023-janvier 2024
Le conflit entre l'Iran et Israël connaît une première escalade entre décembre 2023 et janvier 2024. Le 25 décembre 2023, le général Razi Moussavi, des Gardiens de la révolution, est tué en Syrie dans une attaque israélienne ; le 2 janvier, une frappe sur la banlieue sud de Beyrouth tue Saleh al-Arouri, cadre du Hamas ; le 3 janvier 2024, les attentats de Kerman, dans le sud-est de l'Iran, lors d'une commémoration du quatrième anniversaire de la mort du général Qassem Soleimani, font plusieurs centaines de morts et blessés. L'Iran les attribue à Israël bien que les attentats soient revendiqués par l'organisation État islamique. Dans la nuit du 15 au 16 janvier 2024, un tir de missiles frappe Erbil au Kurdistan irakien, faisant quatre morts, dont l'homme d'affaires Peshraw Dizayi, son épouse et sa fille, et six blessés, tous civils : cette action est revendiquée par les Gardiens de la révolution qui disent avoir visé une base du Mossad, ce que les autorités irakiennes démentent,,. L'Irak dépose une plainte contre l'Iran auprès du Conseil de sécurité des Nations unies.

#### Bombardement israélien contre l'ambassade iranienne
Le 1er avril 2024, un bombardement israélien frappe l'ambassade iranienne à Damas, en Syrie. L'attaque tue seize personnes ; l’Observatoire syrien des droits de l'homme fait état de onze morts dont huit Iraniens, deux Syriens et un Libanais, tous des militaires. Mohammad Reza Zahedi, le commandant de la force Al-Qods, est tué dans ce bombardement.

#### Arraisonnement du MSC Aries (13 avril)
Le 13 avril 2024, l’Iran prend le contrôle du porte-conteneurs MSC Aries appartenant à Gortal Shipping et loué à Mediterranean Shipping Company (MSC). Gortal Shipping est affilié à Zodiac Maritime, a indiqué la société, détenue en partie par l'homme d'affaires israélien Eyal Ofer. Le navire a été arraisonné par des commandos iraniens dans le détroit d'Ormuz, dans les eaux internationales au large des Émirats arabes unis. Il a ensuite été emmené en Iran. À la suite de l’incident, Israël a appelé l’Union européenne à sanctionner le Corps des gardiens de la révolution islamique.

#### Frappes iraniennes contre Israël (13 avril – 14 avril)

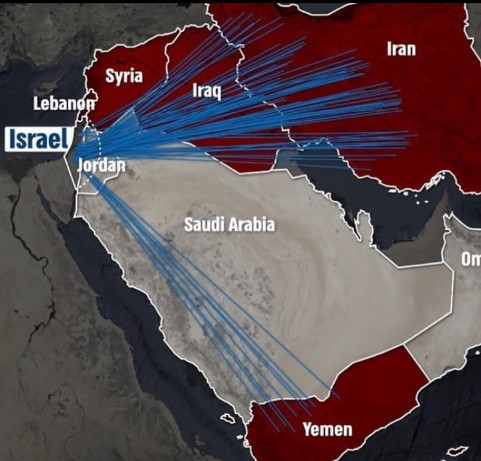
Localisation des départs de missiles iraniens et yéménites en avril 2024.

En réponse au bombardement de son consulat en Syrie, l'Iran déclenche dans la nuit du 13 au 14 avril 2024 l'opération « Promesse honnête » avec une salve de trois cents drones et missiles. Les Houthis ont également lancé quelques drones contre Israël. La plupart sont interceptés par la défense antiaérienne israélienne, avec l'aide des États-Unis, de la France, du Royaume-Uni et de la Jordanie. L'attaque a toutefois endommagé les bases aériennes de Nevatim et de Ramon. Afin d'éviter toute escalade, la riposte avait été annoncée plusieurs heures avant son déclenchement, la diplomatie iranienne ayant prévenu les États-Unis et, par conséquent, Israël. L'opération n'a pas visé de centres urbains ou économiques. Les Iraniens signifiaient ainsi qu'ils ne souhaitaient pas faire de victimes civiles, et que « l'affaire [était] close ».

#### Frappes israéliennes contre l'Iran
Dans la matinée du 19 avril 2024, Israël a attaqué trois cibles à l'intérieur ou à proximité de l'aéroport international d'Ispahan, dont une base militaire. L’Iran a affirmé que sa défense aérienne avait abattu tous les projectiles israéliens et que les explosions provenaient de la défense aérienne, mais les images satellite ont montré une batterie de défense aérienne détruite et un système radar endommagé. Israël n'a fait aucun commentaire ni revendiqué la responsabilité d'une quelconque attaque. Dans le sud de la Syrie, les bases de l’armée arabe syrienne ont été visées et des dégâts matériels ont été constatés. Des explosions et des avions de combat ont également été entendus en Irak, et des débris d'un missile israélien ont été découverts dans le centre de l'Irak, ce qui suggère qu'Israël a tiré à partir de là.

### Deuxième phase (juillet-octobre 2024)

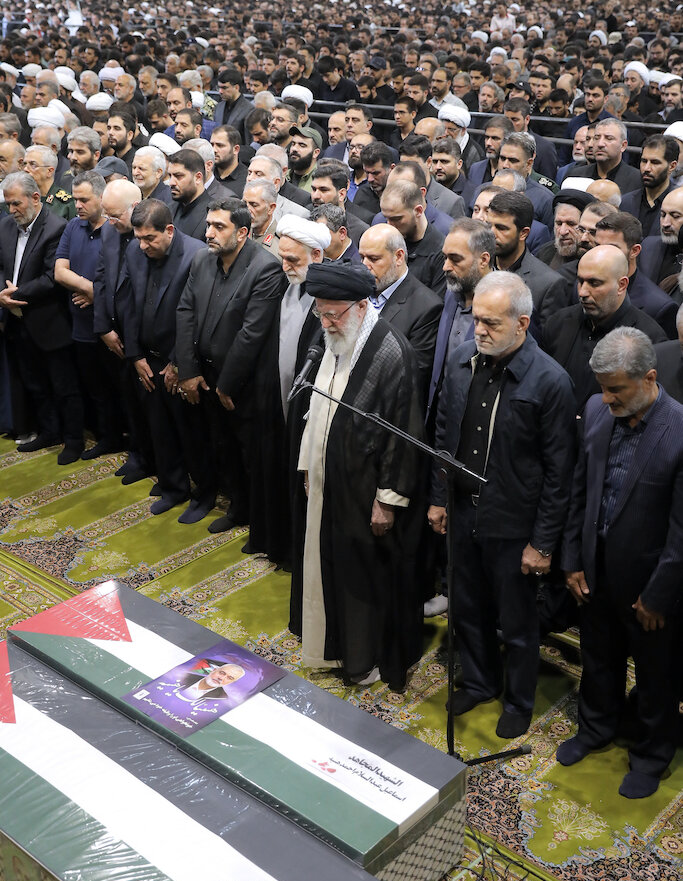
Funérailles d'Ismaël Haniyeh Là l'Université de Téhéran en présence d'Ali Khamenei.

#### Assassinat d'Ismaël Haniyeh
Le dirigeant du Hamas et ex-Premier ministre palestinien Ismaël Haniyeh est assassiné le 31 juillet 2024 à Téhéran, où il se trouvait pour assister à l'investiture du nouveau président iranien Massoud Pezechkian. Un agent de sécurité iranien est également tué dans l'attaque.

#### Assassinats d'Hassan Nasrallah et d'Abbas Nilforoushan
Des raids aériens détruisent le quartier général du Hezbollah à Beyrouth le 27 septembre 2024. Le secrétaire général du Hezbollah Hassan Nasrallah, le haut dirigeant des gardiens de la révolution Abbas Nilforoushan ainsi que d'autres membres du Hezbollah et plusieurs centaines de civils habitant des immeubles résidentiels situés aux alentours sont tués.

#### Nouvelles frappes iraniennes contre Israël

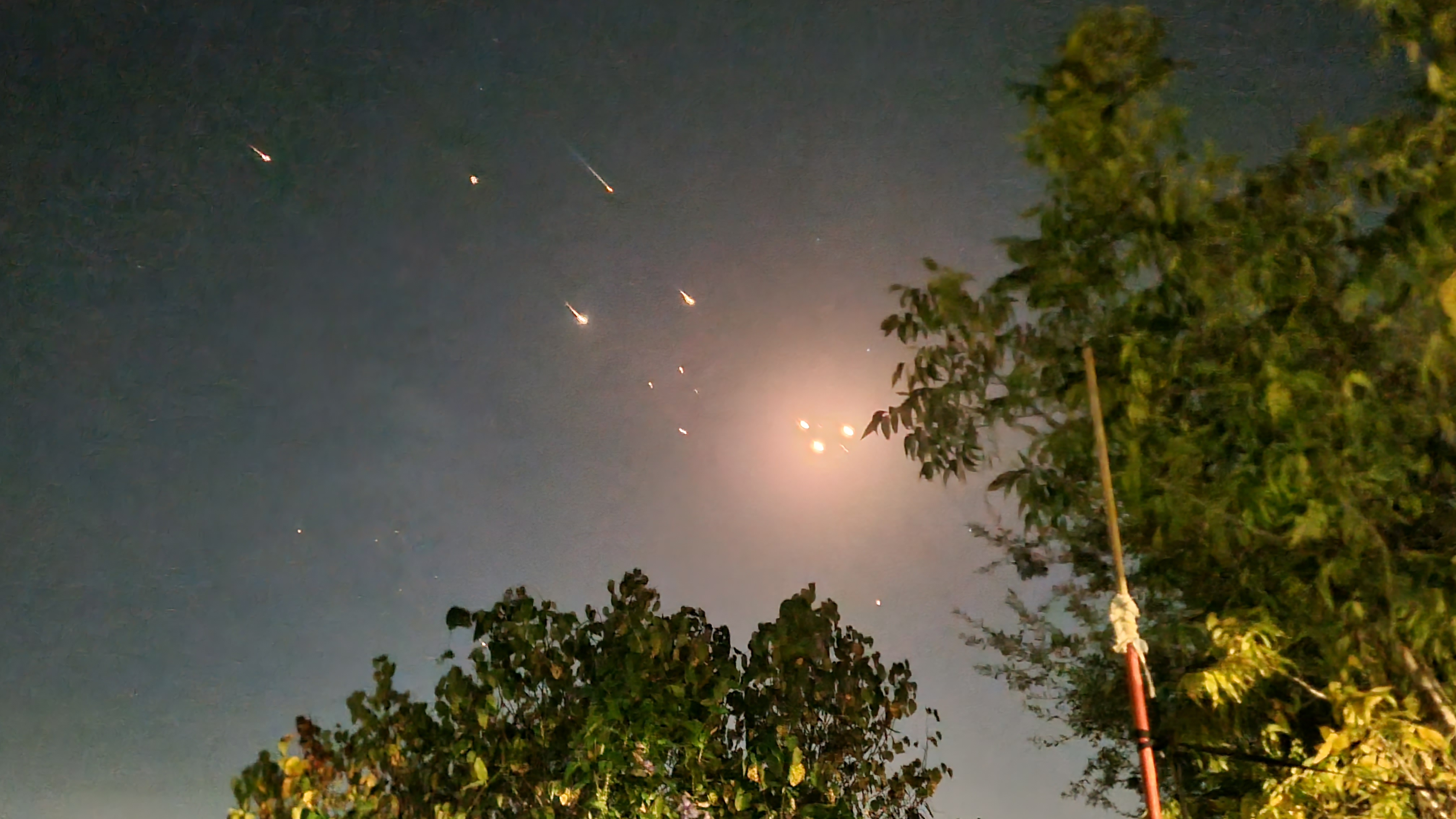
Interceptions de missiles en Basse Galilée le 1er octobre 2024.

En réaction aux bombardements massifs visant le Liban depuis le 23 septembre 2024 et au début d'une offensive terrestre, l'Iran tire en octobre 2024 près de deux cents missiles balistiques en direction d’Israël. Les frappes sont plus importantes que celles d'avril 2024 et ont visé des installations militaires, dont la base de Glilot, où se trouve le siège du Mossad et de l’unité 8200. La défense antiaérienne israélienne et les navires de guerre américains et français ont intercepté la plus grande partie de ces missiles. Les États-Unis renforcent leur présence militaire dans la région afin de soutenir Israël, qui prévoit une riposte contre l'Iran.

#### Frappes israéliennes et américaines en Syrie
Le 8 octobre 2024, un bombardement israélien sur un immeuble de Damas qui serait notamment fréquenté par des Gardiens de la Révolution iraniens fait dix morts parmi lesquels au moins cinq civils selon une ONG syrienne. Le gouvernement syrien annonce que sept civils ont été tués.
Le 9 novembre, quatre combattants pro-iraniens sont tués dans des frappes israéliennes à l'est d'Alep dans le nord de la Syrie.
Le 10 novembre, neuf personnes sont tuées dans une frappe israélienne au sud de Damas, parmi lesquelles un commandant du Hezbollah, une femme et trois enfants.
Les 11 et 12 novembre, l'armée américaine mène plusieurs raids dans l'est de la Syrie contre des milices soutenues par l'Iran, tuant au moins cinq combattants.
Le 13 novembre, quinze militaires et combattants syriens sont blessés dans un raid aérien israélien près de la frontière libanaise. Des ponts et des routes sont mis hors d'usage par cette attaque.
Le 14 novembre, au moins vingt personnes, dont des combattants palestiniens et pro-iraniens ainsi que des civils, sont tuées dans des raids israéliens visant des immeubles résidentiels à Damas et dans sa banlieue.
Le 15 novembre, l'armée israélienne bombarde à nouveau Damas.
Le 20 novembre, des bombardements sur la ville de Palmyre, au centre de la Syrie, font au moins 36 morts et plus de 50 blessés.
Depuis 2011, Israël a conduit des centaines de raids en Syrie, contre l'armée syrienne et les groupes proches de l'Iran.

#### Nouvelles frappes israéliennes contre l'Iran
Le 26 octobre 2024, Israël attaque l'Iran en riposte aux tirs iraniens du 1er octobre. Les attaques font cinq morts iraniens. Des vidéos circulant sur les réseaux sociaux montrent une série de missiles interceptés au-dessus de Téhéran. L'armée israélienne a affirmé que l'attaque impliquait cent avions de combat.
Les États-Unis annoncent en novembre renforcer leur puissance militaire au Moyen-Orient en y envoyant des bombardiers, des avions de combat, des appareils de ravitaillement et des navires de défense antiaérienne en guise d'avertissement à l'Iran.

### Troisième phase: guerre ouverte entre Israël et l'Iran (juin 2025)

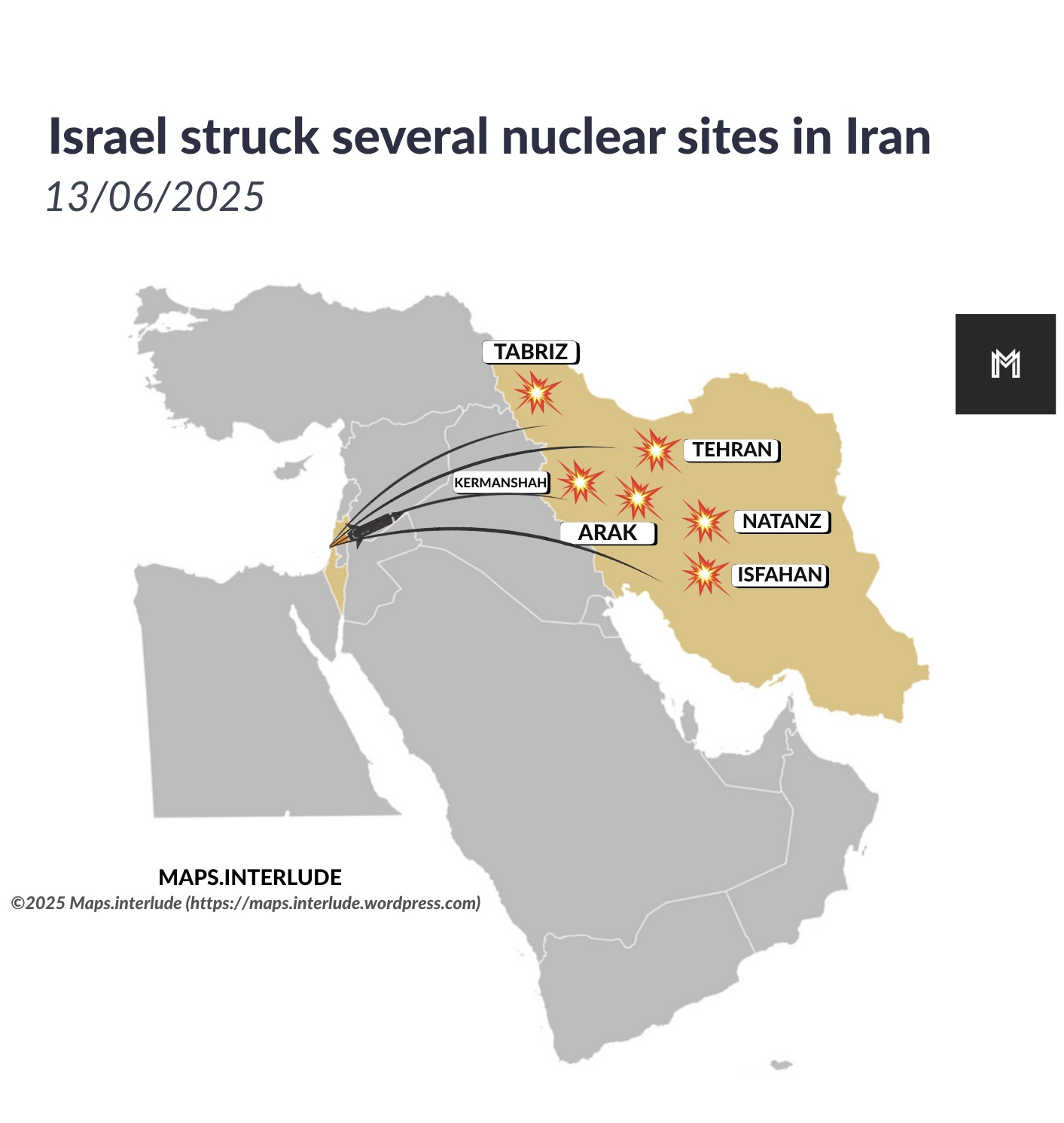
Localisation des attaques aériennes israéliennes le 13 juin 2025.

Dans la nuit du 21 au 22 juin, l'United States Air Force organise des bombardements de trois sites du programme nucléaire iranien : Fordo, Natanz et Ispahan. Par la suite dans une allocution télévisée, le président Donald Trump affirme que les États-Unis ont « complètement et totalement détruit » ces sites nucléaires.
Le 23 juin, les médias d'État irakiens ont rapporté des attaques de drones sur la base militaire irakienne de Taji sans faire de victimes. Des frappes de drones ont également été recencé sur le complexe de la base américaine Victory, près de l'aéroport international de Bagdad et la base militaire de Balad. Un nombre inconnu de missiles ont également été tiré sur la base militaire d'Al-Udeid américaine au Qatar, après quoi des explosions sont entendues à Doha
Le 24 juin, dans les heures précédant ce que le président Donald Trump a présenté comme un accord de cessez-le-feu, l'Iran a lancé une vingtaine de missiles sur Israël. Quatre personnes ont été tuées à Beersheba et 22 autres blessées, tandis que plusieurs bâtiments ont été endommagés. Un responsable israélien a déclaré plus tard que deux autres missiles avaient été lancés par l'Iran après le début du cessez-le-feu, tous deux interceptés. L'Iran a cependant nié toute violation du cessez-le-feu.